# Il regista nudo
Il regista nudo (全裸監督?, Zenra kantoku, in inglese The Naked Director) è una serie televisiva giapponese di genere commedia drammatica semi-biografica, ideata da Masaharu Take, basata sul libro biografico Zenra kantoku - Muranishi Tōru den (全裸監督 村西とおる伝? lett. "Il regista nudo - Resoconto di Tōru Muranishi") di Nobuhiro Motohashi e distribuita internazionalmente sulla piattaforma di streaming Netflix.
La serie viene pubblicata dall'8 agosto 2019 in tutti i paesi in cui il servizio video on demand Netflix è disponibile. Il 15 agosto 2019 viene rinnovata per una seconda stagione.

## Trama
Ambientata a Sapporo negli anni '80, la serie segue l'insolita e drammatica vita del regista e imprenditore Tōru Muranishi, piena di grandi ambizioni e spettacolari battute d'arresto, nel suo tentativo di rivoluzionare l'industria del porno giapponese.
Dopo una carriera fallimentare come venditore di enciclopedie, Muranishi si trova senza lavoro, senza moglie e senza futuro. Ormai senza speranze, incrocia il giovane Toshi in un bar e scopre il mondo del porno. Da questo punto in avanti, tutta la sua vita sarà dedicata ai film per adulti, in modo da portare la rivoluzione sessuale in Giappone.

## Personaggi e interpreti

### Principali
- Tōru Muranishi, interpretato da Takayuki Yamada, doppiato da Davide Perino
- Toshi Arai, interpretato da Shinnosuke Mitsushima, doppiato da Alessio Puccio
- Kenji Kawada, interpretato da Tetsuji Tamayama, doppiato da Emanuele Ruzza
- Takei, interpretato da Lily Franky, doppiato da Massimo De Ambrosis
- Megumi Sahara / Kaoru Kuroki, interpretata da Misato Morita, doppiata da Eleonora Reti
- Kosuke Ikezawa, interpretato da Ryō Ishibashi, doppiato da Pierluigi Astore

### Ricorrenti
- Rugby, interpretato da Takenori Goto
- Ono, interpretato da Itsuji Itao
- Kosuke Mitamura, interpretato da Tokio Emoto, doppiato da Daniele Raffaeli
- Jimmy, interpretato da Takato Yonemoto
- Junko Onoda, interpretata da Sairi Ito, doppiata da Ughetta d'Onorascenzo
- Kayo Sahara, interpretata da Koyuki
- Furuya, interpretato da Jun Kunimura

### Guest
- Allison Mandy, interpretata da Jade Albany Pietrantonio
- Naoko, interpretata da Ami Tomite
- Kozue Muranishi, interpretata da Kimiko Yo

## Episodi
| Stagione         | Episodi | Prima TV USA | Pubblicazione Italia |
| ---------------- | ------- | ------------ | -------------------- |
| Prima stagione   | 8       | 2019         | 2019                 |
| Seconda stagione | 8       | 2021         | 2021                 |

## Produzione
Il 25 ottobre 2018, è stato annunciato che Netflix aveva dato il via alla produzione di una serie composta da otto episodi. La serie è ideata da Masaharu Take che l'ha co-diretta e sceneggiata assieme a Kosuke Nishi, Yoshitatsu Yamada e Eiji Uchida.

### Casting
Con l'annuncio iniziale della serie, è stato confermato che Takayuki Yamada, Shinnosuke Mitsushima e Tetsuji Tamayama vi avrebbero recitato. Nel luglio 2019, è stato annunciato che Jade Albany Pietrantonio avrebbe recitato nella serie.

### Riprese
Le riprese principali per la prima stagione sono iniziate e terminate nel 2018. The Naked Director è una serie semi-biografica di 8 episodi basata sulla vita del provocatorio regista giapponese Tōru Muranishi.

## Promozione
Il primo trailer è stato pubblicato il 25 giugno 2019.